# (66391) Moshup
(66391) Moshup (of 1999 KW4, ook als 1999 KW4 geschreven) is een Aten-planetoïde, een planetoïde met een gemiddelde afstand tot de zon die kleiner is dan die van de aarde tot de zon. Hij heeft een doorsnede van 1,3 kilometer. Zijn perihelium is exact 0,2 AE, zijn aphelium 1,084 AE. Gemiddeld staat hij 0,642 AE van de zon vandaan. Daarmee gaat hij door de omloopbanen van de planeten Mercurius, Venus en Aarde.
Dat doet hij samen met een maantje, genaamd Squannit (ook S/2001 (66391) of 1999 KW4 Beta). Dat maantje heeft een doorsnede van slechts 360 meter. Het is er gemiddeld 326 K of 53 °C. Erg opvallend is zijn rotatietijd: ondanks zijn maantje draait hij in slechts 2,764 uur om zijn as. Verder doet hij er 188 aardse dagen om een rondje om de zon te voltooien: ongeveer tweemaal zo snel als de aarde dat doet.
De aanwezigheid van een maan was gesuggereerd door foto-observaties 19-27 juni 2000 door Petr Pravec en Lenka Šarounová bij Observatoř Ondřejov (Ondřejov Observatory) en werd bevestigd door radarobservaties van Arecibo Observatory van 21-23 mei 2001 door Lance A. M. Benner, Steven J. Ostro, Jon D. Giorgini, Raymond F. Jurgens, Jean-Luc Margot en Michael C. Nolan, aangekondigd op 23 mei 2001.
De vorm van de twee hemellichamen is ingewikkeld. Naast de rare afmetingen, zijn de evenaarsgebieden van 1999 KW4 Alpha dicht tegen afbreken: de rotatiesnelheid aan het oppervlak is bijna gelijk aan de ontsnappingssnelheid: als een deeltje een meter boven het oppervlak komt, komt het in een omloopbaan rond de planetoïde.
De naam Moshup verwijst naar een reus in de mythologie van de Moheganen. Squannit is de vrouw van Moshup. 